# Phenacobius crassilabrum
Phenacobius crassilabrum är en fiskart som beskrevs av Minckley och Craddock 1962. Phenacobius crassilabrum ingår i släktet Phenacobius och familjen karpfiskar. Inga underarter finns listade i Catalogue of Life.